# Pirajuí
Pirajuí este un oraș în São Paulo (SP), Brazilia.